# خوسيه ماريا سالميرون
خوسيه ماريا سالميرون (بالإسبانية: José María Salmerón)‏ هو مدرب كرة قدم ولاعب كرة قدم إسباني في مركز نصف الجناح، ولد في 23 أكتوبر 1966 في ألمرية في إسبانيا. لعب مع ريال مدريد ونادي تينيريفي ونادي سان أندرو ونادي ليفانتي.